# Cheerleading
Cheerleading er en sport, hvor hold konkurrerer mod hinanden med koreograferede show. Rutinerne indeholder blandt andet dans, pyramidestrukturer, kast, hepperåb, spring, akrobatik og specielle armbevægelser. 
Cheerleadere optræder ofte ved sportsbegivenheder, blandt andet amerikansk fodbold og basketball. Derudover er der konkurrencer, hvor forskellige hold fra forskellige lande og byer, konkurrerer mod hinanden.
Danmarksmesterskaberne bliver afholdt omkring marts/april, hvor mange hold fra hele Danmark stiller op mod hinanden. Derfra kan man få chancen for at stille op til Europamesterskaberne,hvor flere hold fra hele Europa stiller op for at vise deres bedste rutine. 
Verdensmesterskabet bliver også afholdt, hvor Danmark har et landshold der stiller op. Landsholdet består af de bedste cheerleaders fra de forskellige hold i hele Danmark.
Til en cheerleadingkonkurrence er der forskellige kategorier, man kan stille op i. Alle kategorier er delt op i All Girl og Coed. All Girl er når det er et rent kvindehold der stiller op, og Coed er hvor det er et hold blandet af kvinder og mænd.